# Resolució 1007 del Consell de Seguretat de les Nacions Unides
La Resolució 1007 del Consell de Seguretat de les Nacions Unides fou adoptada per unanimitat el 31 de juliol de 1995. Després de recordar resolucions 841 (1993), 861 (1993), 862 (1993), 867 (1993), 873 (1993), 875 (1993), 905 (1994), 917 (1994), 933 (1994), 940 (1994), 944 (1994), 948 (1994), 964 (1994) i 975 (1995) el Consell va debatre sobre el procés electoral i va ampliar el mandat de la Missió de les Nacions Unides a Haití (UNMIH) durant set mesos més.
El Consell de Seguretat va donar suport al paper de la UNMIH en l'ajuda al govern d'Haití per aconseguir un entorn segur i estable al país. Va ser crucial perquè les eleccions presidencials fossin lliures i justes. Es van esmentar els esforços de la UNMIH per establir una força de policia, mentre que el Consell va controlar de prop el mandat del UNMIH en el seu conjunt.
La UNMIH i la Missió Civil Internacional (MICIVIH) van agrair les seves contribucions durant les eleccions legislatives del 25 de juny de 1995, tot i que tenien greus preocupacions per les irregularitats en la primera ronda de les eleccions. A més, es van acollir amb satisfacció els esforços del president Jean-Bertrand Aristide per promoure la reconciliació nacional i es va destacar la importància d'una força policial nacional que funcioni plenament.
Per ampliar el mandat de la UNMIH durant set mesos, el Consell espera que hi hauria un govern recent elegit al seu lloc i la missió podrà donar-se per acabada. Es va demanar a països i institucions internacionals que continuessin donant suport a Haití, mentre que es va demanar al Secretari General Boutros Boutros-Ghali que informés al Consell a la meitat del període de mandat de la UNMIH.